# Saint-Georges-de-Didonne
Saint-Georges-de-Didonne è un comune francese di 5 162 abitanti situato nel dipartimento della Charente Marittima nella regione di Nuova Aquitania.

## Società

### Evoluzione demografica
Abitanti censiti